# Philander olrogi
La zarigüeya de cuatro ojos de Olrog (Philander olrogi) es una especie de marsupial didelfimorfo de la familia Didelphidae propia del este de Bolivia y Perú, descrita en 2008. Habita en la selva amazónica.
La especie se nombró en honor al biólogo Sueco-Argentino Claes C. Olrog, 1912-1985.
Es simpátrida con Philander opossum, al que se asemeja. Ambas especies difieren en aspectos como el color del pelo en la zona ventral y la forma del arco zigomático.